# Строитель (стадион, Даугавпилс)
Стадио́н «Строи́тель» или «Це́лтниекс» (латыш. Stadions „Celtnieks”) — стадион в городе Даугавпилс вместимостью 1 980 зрителей, является домашней ареной футбольного клуба «Даугавпилс».
Стадион построен в 30-х годах 20-го века, в 1946 году стадион был передан спортивному обществу «Спартак» Горпромкомбината, в 1950-60-х годах — спортивному обществу «Даугава» завода «Мотовелоцепей», потом спортивному обществу «Строитель» Даугавпилсского общестроительного треста, многократно переоборудован (в 1989 году снесена основная трибуна и на её месте построен спорткомплекс с несколькими залами, бассейном и гостиницей, в результате этого число мест для зрителей сократилось с 5 до 2-х тысяч). Последняя реконструкция проводилась в 2011 году (естественное травяное покрытие поля заменено искусственным).